# Dłużew
Dłużew – wieś sołecka w Polsce położona w województwie mazowieckim, w powiecie mińskim, w gminie Siennica.
Wieś szlachecka Dłużewo położona była w drugiej połowie XVI wieku w powiecie garwolińskim ziemi czerskiej województwa mazowieckiego. W latach 1975–1998 miejscowość administracyjnie należała do województwa siedleckiego.
Wierni Kościoła rzymskokatolickiego należą do parafii Świętej Trójcy w Kołbieli.

## Historia Majątku Dłużew
Od XVI w. majątek Dłużew należał do rodziny Dłużewskich herbu Pobóg. Do końca XIX w. Dłużewscy mieszkali w starym, drewnianym dworze bez wygód. Młody spadkobierca Stanisław Dłużewski postanowił wybudować nową, wygodną siedzibę i, zafascynowany zakopiańskim stylem architektonicznym, złożył zamówienie na projekt swojskiego, polskiego dworu u Stanisława Witkiewicza (zachowała się korespondencja  dotycząca ustaleń szczegółów projektu - na planie wydłużonego prostokąta, na wysokiej kamiennej podmurówce, parterowy i częściowo piętrowy, pokryty wysokim podhalańskim dachem z ozdobnymi kominami). Budowa nie doszła do skutku, ponieważ pożar w folwarku strawił zabudowania gospodarcze i materiał zgromadzony na budowę domu. Stanisław Dłużewski podjął decyzję o budowie murowanego dworu i, w latach 1901–1902, wybudował dwór w stylu dworkowym, według projektu młodego, początkującego architekta Jana Heuricha, który zaproponował zupełnie odmienną od Witkiewicza koncepcję. Dwór nawiązywał do architektury klasycystycznej przełomu XVIII i XIX wieku. Projekt budynku zyskał uznanie w oczach wielu uczestników wystawy „Dwór polski”, która miała miejsce w 1904 r. w Salonie Krywulta w Warszawie, a sam Jan Heurich – wyróżnienie. W opinii wielu znawców sztuki dwór w Dłużewie zapoczątkował styl polski w architekturze siedzib ziemiańskich na terenie zaboru rosyjskiego.
W 1896, w Warszawie, Stanisław Dłużewski uruchomił jadłodajnię wydającą dania jarskie oparte na surowcach rodzimych: nabiale – mleku, jajkach i mące – pod nazwą  „Nadświdrzańska” z ogródkiem,  przy rogu ul. Nowy Świat i Alei Jerozolimskich, w miejscu, w którym później powstał budynek Banku Gospodarstwa Krajowego. Ponieważ jadłodajnia była dochodowa, niebawem znaleźli się naśladowcy i powstały liczne podobne zakłady. W ten sposób jadłodajnia Stanisława Dłużewskiego stała się pierwowzorem późniejszych powojennych barów mlecznych.
Majątek w Dłużewie pod koniec lat dwudziestych XX w. liczył 42 hektary. W 1935 r., po śmierci Stanisława otrzymały go w spadku, w równych częściach córki: Wanda Maria Rzewuska i majorowa Zofia Kańska. Zofia Kańska spłaciła siostrę i w 1938 r. w księgach hipotecznych widniała jako jedyna właścicielka. Konieczność podreperowania finansów rodziny skłoniła Zofię Kańską do przeznaczenia części dworu na letni  pensjonat, który prowadziła do wybuchu II wojny światowej. Wojna zastała w pensjonacie piętnaście harcerek, które później pomagały w opiece nad trzydzieściorgiem dzieci rodzin, które w majątku znalazły schronienie uciekając przed wojną. Zofia Kańska dokładała wszelkich starań by gospodarstwo mogło funkcjonować i wykarmić wszystkich, którzy tu trafiali w poszukiwaniu pomocy i chronienia. 1 X 1939 r. trafiła tu Zofia Nałkowska i spędziła tu cztery dni.  Po zakończeniu wojny, w 1946 r., na mocy reformy rolnej z 1944 r. państwo polskie zabrało Zofii Kańskiej majątek w Dłużewie, który przeszedł na własność skarbu państwa. We dworze ulokowano szkołę podstawową, a w 1978 r., decyzją wojewody siedleckiego, dwór wraz z parkiem przekazano Akademii Sztuk Pięknych w Warszawie na dom pracy twórczej i ośrodek plenerowy. Po gruntownej renowacji dworu i rewaloryzacji parku ta dawna siedziba ziemiańska znów jaśnieje dawnym blaskiem.

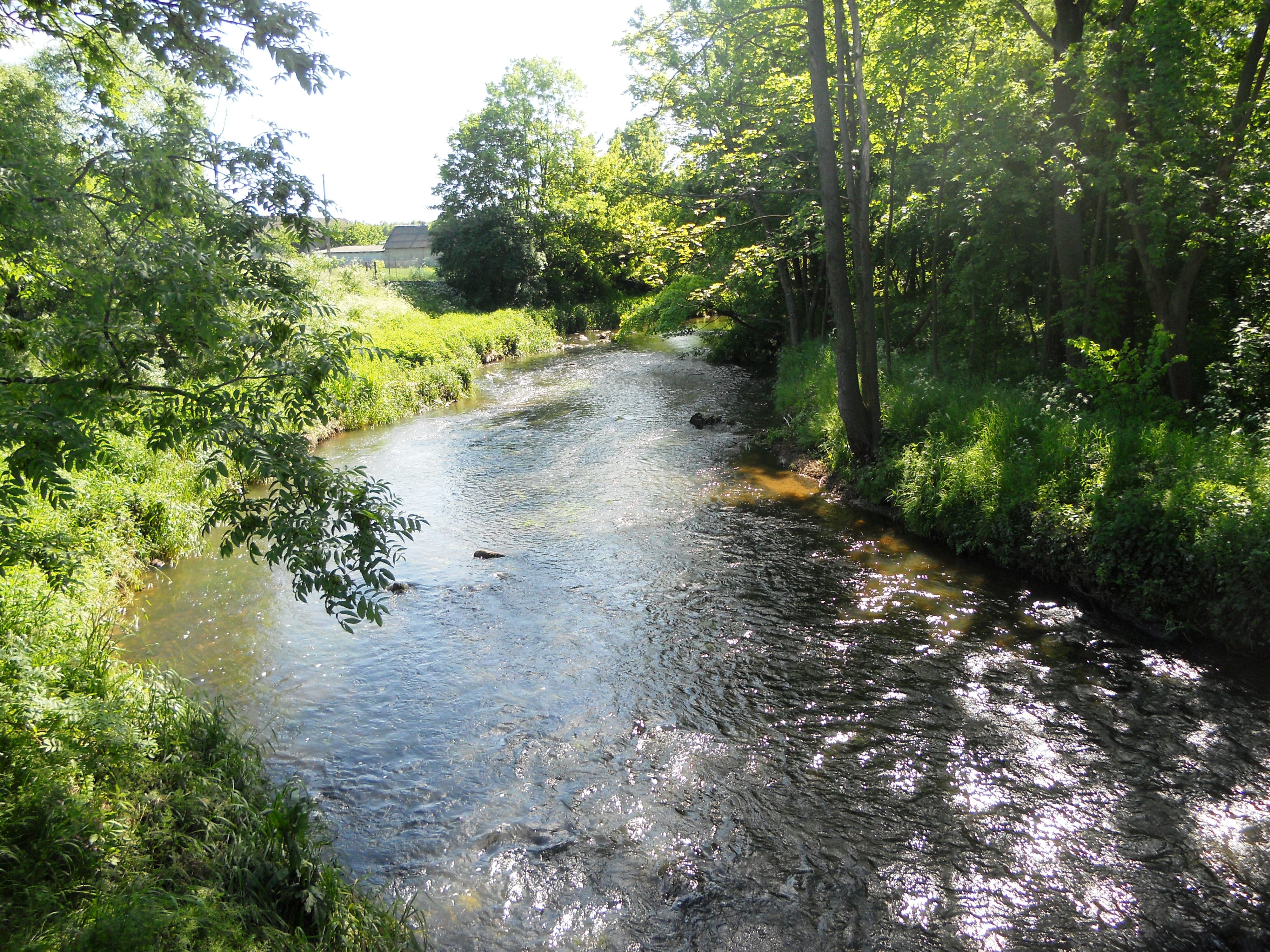
Rzeka Świder w Dłużewie

W 1934 r. Mieczysław Krawicz nakręcił tu sceny do swojego filmu Śluby ułańskie.
Przez wieś przepływa rzeka Świder. Tutaj też znajduje się granica rezerwatu Świder.
W Dłużewie co roku odbywa się plener Akademii Sztuk Pięknych w Warszawie.

## Zobacz także
- bar mleczny